# دهه ۱۳۲۰ (خورشیدی)
دهه ۱۳۲۰ صدو سی و دومین دهه تقویم هجری خورشیدی است.

## رویدادها
- تغییر خط در تاجیکستان از لاتین به سیریلیک.[۱]
- ۱۳۲۰ - اشغال ایران توسط متفقین در جریان جنگ جهانی دوم و کناره‌گیری رضا شاه و روی کار آمدن محمدرضا شاه پهلوی
- ۱۳۲۴ - تشکیل جمهوری‌های خودمختار آذربایجان و مهاباد در شمال غربی ایران با پشتیبانی شوروی، که در سال ۱۳۲۵ با خروج شوروی از شمال ایران، این حکومتهای ساختگی از بین رفتند.
- ۱۳۲۹ - ملی شدن صنعت نفت ایران

## زادگان
- ۱۳۲۲ - حسن شماعی زاده خواننده و آهنگساز
- ۱۳۲۲ - فرهاد مهراد خواننده و آهنگساز
- ۱۳۲۳-  حمیرا  خواننده زن
- ۱۳۲۴ - سیاوش قمیشی خواننده و آهنگساز
- ۱۳۲۵ - کوروش یغمایی خواننده و آهنگساز
- ۱۳۲۵ - علی پروین
- ۱۳۲۸ - ناصر حجازی
- ۱۳۲۹ - مرجان خواننده
- ۱۳۲۹ - داریوش اقبالی خواننده
- ۱۳۲۹ - فریدون فروغی خواننده و آهنگساز
- ۱۳۲۹ - ناصر چشم‌آذر آهنگساز
- ۱۳۲۹ - عباس بابایی سرلشکر خلبان
- ۱۳۲۹ - کاوه گلستان عکاس و خبرنگار
- ۱٣٢۱.    هایده خواننده
- ۱٣٢۵.    مهستی خواننده
- ۱٣٢٩.    گوگوش خواننده
- ۱٣٢٨.    ستار خواننده
- ۱۳۲۸.    ابی  خواننده

## درگذشتگان
- ۱۳۲۰ - پروین اعتصامی
- ۱۳۲۰ - یدالله بایندر
- ۱۳۲۱ - محمدعلی فروغی
- ۱۳۲۱ - محمدحسن میرزا
- ۱۳۲۲ - میرزا صادق بروجردی
- ۱۳۲۳ - موسی حکیمی
- ۱۳۲۴ - میرزا یحیی امام جمعه خویی
- ۱۳۲۴ - آزاد همدانی
- ۱۳۲۵ - خالو حسین بردخونی
- ۱۳۲۵ - حبیب سماعی
- ۱۳۲۶ - حسین پیرنیا
- ۱۳۲۶ - حبیب‌الله ذوالفنون
- ۱۳۲۶ - ژاله قائم‌مقامی
- ۱۳۲۷ - عبدالحسین شهنازی
- ۱۳۲۸ - علی‌اصغر نفیسی
- ۱۳۲۸ - سید حسین امامی
- ۱۳۲۷ - ژاله قائم‌مقامی
- ۱۳۲۹ - حسن وثوق